# Moscheea Amr
Moscheea Amr este o moschee din orașul Fustat, Egipt. Aceasta este cea mai veche moschee din Egipt și una din primele moschei din Africa.

## Istorie
Moscheea a fost construită în anul 642 de către Amr ibn Al-'As, unul dintre generalii califului Omar I. Inițial moscheea era o construcție simplă, de formă dreptunghiulară, cu mărimea de 29 de metri în lungime și 17 metri în lățime. Era construită din cărămizi de noroi, pietre și era sprijinită pe coloane din trunchiuri de palmier cu acoperiș din lemn și frunze. Podeaua era din pietriș, iar moscheea nu a avut inițial minarete. 
În anul 673 guvernatorul Maslama ibn al-Ansari Mukhallad a mărit dimensiunea moscheii și i-a adăugat patru minarete, unul în fiecare colț al clădirii. În anii 698, 711 și 827 moscheea a fost mărită de mai multe ori.
În timpul califilor fatimizi moscheea a avut cinci minarete, adăugându-i-se unul la intrare. În prezent au mai rămas doar două, fiind rezultatul operei de restaurare a lui Mourad Bey. În anul 1169 orașul Fustat a fost incendiat de către cruciați, iar moscheea a fost distrusă, fiind refăcută în anul 1179 de sultanul Saladin.
În secolul al XVIII-lea au avut loc mai multe restaurări. Forma actuală a acestei moschei datează de la reconstrucția din 1875. În prezent ea este un important punct turistic și muzeu.

## Galerie de imagini

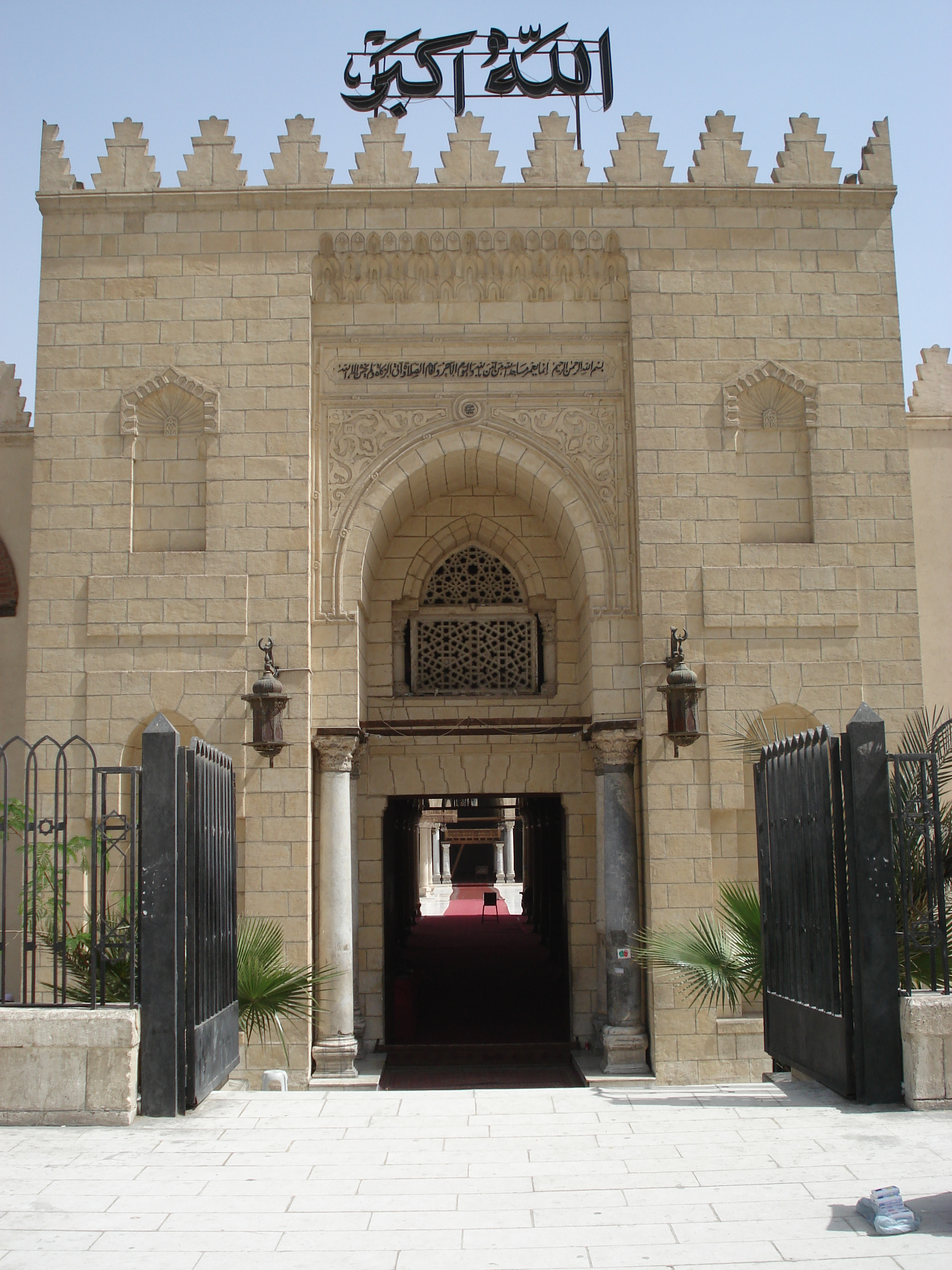
Intrarea.
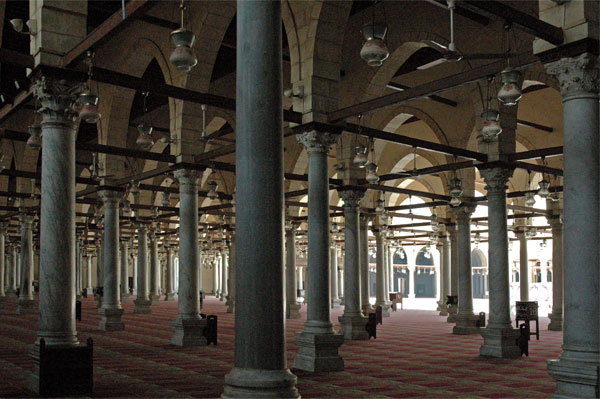
Interiorul.
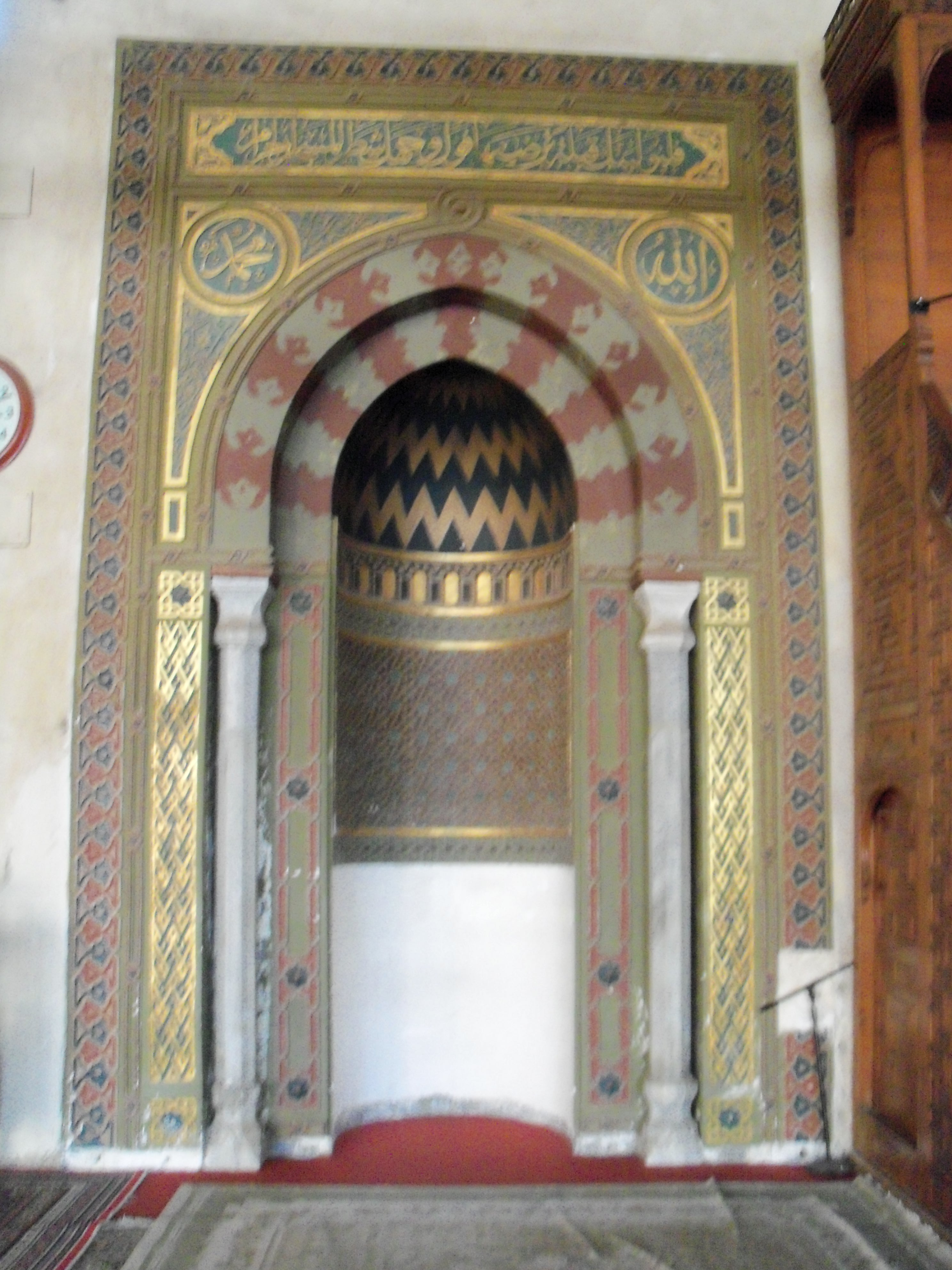
Mihrabul.
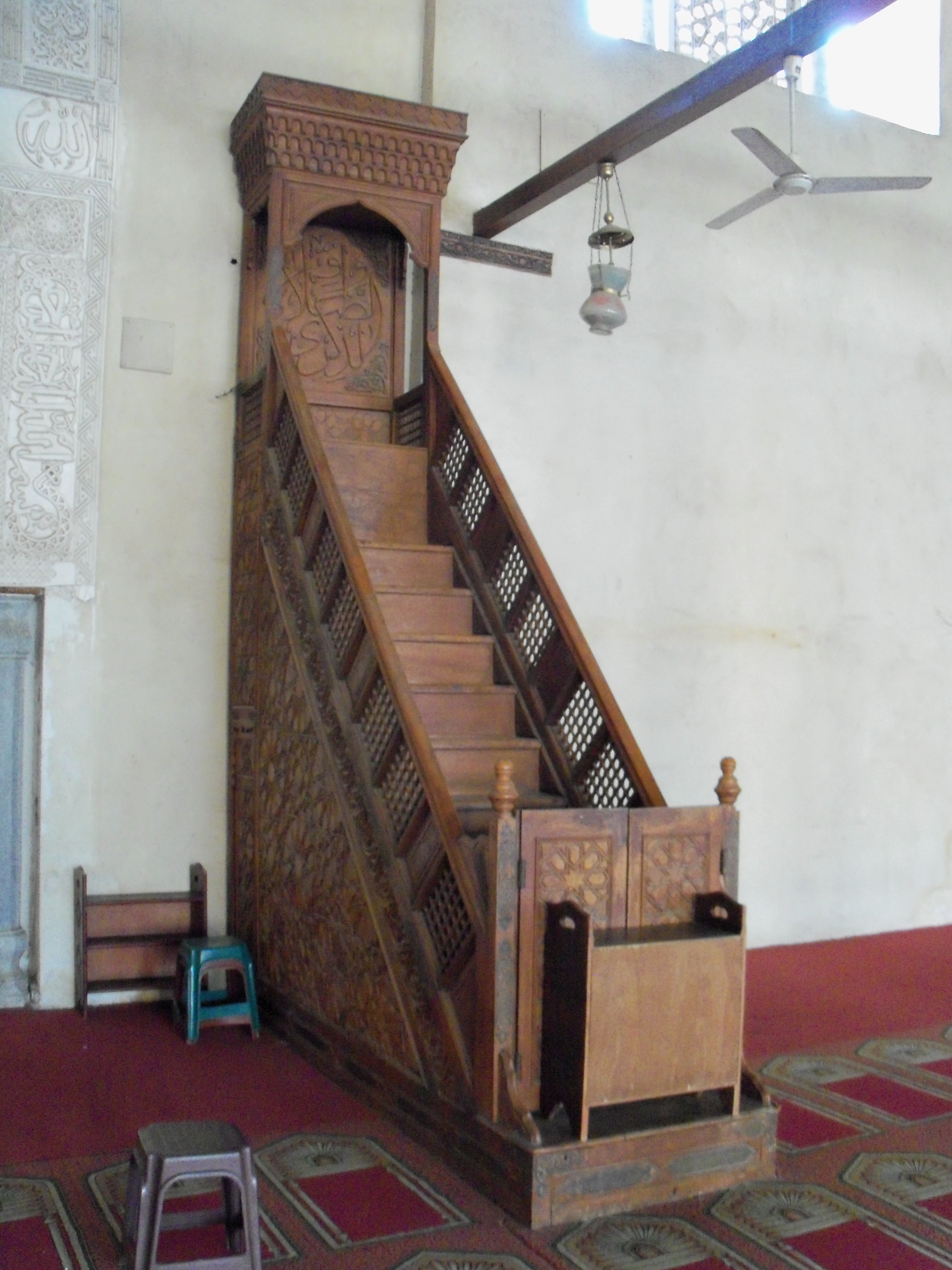
Minbarul.
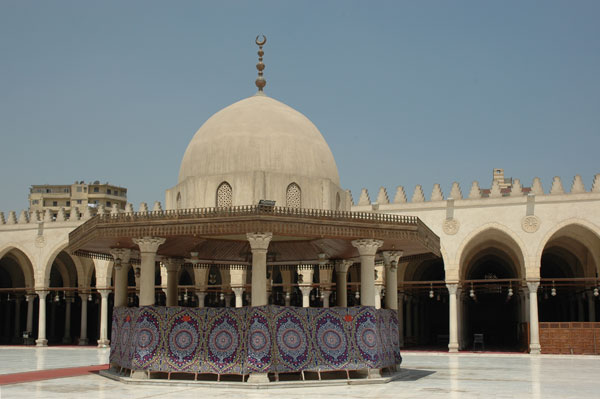
Fântâna.